# 諾加奇夫卡
50°25′42″N 27°1′55″E / 50.42833°N 27.03194°E
諾加奇夫卡（烏克蘭語：Ногачівка），是烏克蘭西部的村莊，隸屬赫梅利尼茨基州的舍佩蒂夫卡區。該村面積1.24平方公里，海拔高度216米，2001年人口277，人口密度每平方公里223.4人。